# 姜林东
姜林东（1918年—2016年1月15日），男，山东牟平人，中华人民共和国军事人物，中国人民解放军少将，曾任广州军区副政治委员，第五届全国人大代表。